# Condado de Phillips (Kansas)
O Condado de Phillips é um dos 105 condados do estado americano de Kansas. A sede do condado é Phillipsburg, que é também a sua maior cidade. O condado possui uma área de 2318 km² (dos quais 22 km² estão cobertos por água), uma população de 6001 habitantes, e uma densidade populacional de 3 hab/km² (segundo o censo nacional de 2000). O condado foi fundado em 26 de fevereiro de 1867.